# 阿伯康公爵
阿伯康公爵（英語：Duke of Abercorn）是一個愛爾蘭貴族爵位，1868年時任愛爾蘭總督阿伯康侯爵詹姆斯·漢密爾頓受封為漢密爾頓侯爵（Marquess of Hamilton，屬於蘇格蘭貴族爵位），同時晉升為阿伯康公爵。

1606年，漢密爾頓家族旁系出身的詹姆斯·漢密爾頓受封阿伯康伯爵（Earl of Abercorn），以蘇格蘭西洛錫安的村落阿伯康命名。

## 頭銜持有人

### 阿伯康伯爵
1606年冊封。
- 第一代阿伯康伯爵詹姆斯·漢密爾頓
- 第二代阿伯康伯爵詹姆斯·漢密爾頓（英语：James Hamilton, 1st Earl of Abercorn）
- 第三代阿伯康伯爵喬治·漢密爾頓（英语：George Hamilton, 3rd Earl of Abercorn）
- 第四代阿伯康伯爵克勞德·漢密爾頓（英语：Claud Hamilton, 4th Earl of Abercorn）
- 第五代阿伯康伯爵查爾斯·漢密爾頓（英语：Charles Hamilton, 5th Earl of Abercorn）
- 第六代阿伯康伯爵詹姆斯·漢密爾頓（英语：James Hamilton, 6th Earl of Abercorn）
- 第七代阿伯康伯爵詹姆斯·漢密爾頓（英语：James Hamilton, 7th Earl of Abercorn）
- 第八代阿伯康伯爵詹姆斯·漢密爾頓（英语：James Hamilton, 8th Earl of Abercorn）

### 阿伯康侯爵
1790年冊封。
- 第一代阿伯康侯爵約翰·漢密爾頓（英语：John Hamilton, 1st Marquess of Abercorn）
- 第二代阿伯康侯爵詹姆斯·漢密爾頓

### 阿伯康公爵
1868年冊封。
- 第一代阿伯康公爵詹姆斯·漢密爾頓
- 第二代阿伯康公爵詹姆斯·漢密爾頓
- 第三代阿伯康公爵詹姆斯·漢密爾頓
- 第四代阿伯康公爵詹姆斯·漢密爾頓
- 第五代阿伯康公爵詹姆斯·漢密爾頓（現任）